# پیک چائوسی
پیک چائوسی (به لاتین: Pic Chaussy) یک کوه در سوئیس است که در کانتون وو واقع شده‌است. پیک چائوسی ۲٬۳۵۱ متر بالاتر از سطح دریا واقع شده‌است.